# Timur Ivanov
Timur Vadimovič Ivanov (in russo Тимур Вадимович Иванов?; Mosca, 15 agosto 1975) è un politico russo con il grado di consigliere di Stato effettivo della Federazione Russa di 1ª classe, vice ministro della difesa russa dal 2016 fino al suo arresto nel 2024, diventando vittima di una serie di purghe del ministero della difesa russo nell'estate 2024.

## Biografia
Ivanov è nato il 15 agosto 1975 nella capitale russa di Mosca, nell'allora RSFS Russa. Suo padre, Vadim Gennadievič, dal 2004 è il direttore generale di Crystal Development LLC, che si occupa della produzione di parti di tubi elettronici, tubi e altri componenti elettronici. Sua madre è di etnia lesga ed è originaria del distretto di Kurakh del Daghestan.
Nel 1997 si è laureato in Matematica Applicata presso la Facoltà di Matematica Computazionale e Cibernetica dell'Università Statale di Mosca. Dopo gli studi ha lavorato per due anni nel settore commerciale prima di iniziare la sua carriera nelle imprese statali. Nel 1999 ha ottenuto il suo primo incarico come consulente per la costruzione di impianti nucleari presso il Ministero dell'energia atomica.
Nel 2004 si è laureato presso l'Accademia Internazionale di Marketing e Management.
Dal 2008 Ivanov è stato consigliere del ministro dell'energia della Federazione russa Sergej Šmatko; in concomitanza, dal 2009, ha ricoperto il ruolo di direttore generale dell'Agenzia ministeriale russa per l'energia. Successivamente nel maggio 2012 è stato nominato vice governatore dell'oblast' di Mosca sotto Sergej Šojgu.
Da marzo 2013 a maggio 2016 è stato direttore generale di Oboronstroy JSC, azienda subordinata al ministero russo della difesa, specializzata nella costruzione di alloggi per il personale militare e di altre strutture militari.
Nel maggio 2016, Ivanov è stato nominato vice ministro della difesa sempre sotto Šojgu, responsabile della costruzione e revisione delle strutture per le esigenze del Ministero della Difesa, l'organizzazione degli alloggi e del supporto medico per le forze armate, nonché i mutui militari.
Nel 2019 gli è stato conferito il grado di consigliere di Stato effettivo della Federazione Russa di 1ª classe.

#### Guerra russo-ucraina
Durante l'invasione russa dell'Ucraina ha effettuato varie visite nelle repubbliche separatiste di Lugansk e di Doneck per ispezionare le strutture in costruzione da parte delle forze occupanti russe. Per il suo sostegno durante il primo anno del conflitto, nel settembre 2022 il capo di Lugansk Leonid Pasečnik ha conferito ad Ivanov il titolo di Eroe di Lugansk.

### Arresto
Il 23 aprile 2024 Ivanov è stato arrestato dalle autorità russe con l'accusa di corruzione per aver accettato tangenti. Il giorno seguente è stato rimosso dalla sua carica sotto ordine di Šojgu.

## Vita privata

### Famiglia
Ivanov è stato sposato con Svetlana Zacharova, ex conduttrice televisiva, con cui ha avuto due figlie: Daria (2010) e Praskovja (2018); ha anche adottato i figli di Zacharova del suo matrimonio precedente: Aleksandra (1998) e Michail (2003). La coppia si è separata nel 2022.
Successivamente Ivanov ha iniziato una relazione con Marija Kitaeva con cui ha avuto una figlia nel 2024.

### Patrimonio
Nel 2019, Forbes ha incluso Ivanov nella lista dei funzionari di sicurezza più ricchi della Russia. Alla fine del 2018, il reddito della sua famiglia ammontava a 136,7 milioni di rubli, lo stesso viceministro - 13,6 milioni di rubli.

## Sanzioni
Nell'ottobre 2022 l'Unione europea ha inserito Ivanov nella sua lista di sanzioni in quanto "responsabile di azioni e politiche che compromettono e minacciano l'integrità territoriale, la sovranità e l'indipendenza dell'Ucraina".